# Bjelovar
Bjelovar es una ciudad de Croacia. Es el centro administrativo del condado de Bjelovar-Bilogora. 
La ciudad de Bjelovar se encuentra en una meseta en la parte sur de Bilogora (noroeste de Croacia), 135 metros sobre el nivel del mar. Es la capital del condado Bjelovar-Bilogora, y el centro natural, cultural y político de la zona.
Bjelovar es en un cruce de caminos en esta área: la D28 se cruza con la D43, y se encuentra en la carretera entre Zagreb y al oeste Eslavonia, Podravina y Osijek. Bjelovar se está conectado actualmente por autovía con Zagreb.
La ciudad de Bjelovar tiene una superficie de 191.9 kilómetros 2 (74.1 Mi²), y administrativamente incluye otras 31 áreas. Nordeste de Bjelovar hay una larga baja elevación, llamado Bilogora, con una altitud promedio de 150 a 200 m (punto más alto: Rajčevica, 309 m). La geología de la zona se compone de Plioceno margas arenosas y areniscas con menores capas de lignito. Rocas más antiguas no aparecen en la superficie de esta zona. En pozos profundos hay rocas cristalinas.

## Clima
Bjelovar tiene un clima continental templado. Los inviernos son moderadamente fríos y los veranos son cálidos. La precipitación de 900 mm (35 pulgadas) por año es normal. El viento predominante durante el invierno es el norte, con vientos del este cada vez más fuerte en primavera, cuando puede ser bastante frío, a menudo sopla durante varios días consecutivos. En verano, el viento es del sur; es cálido y más húmedo. La temperatura media anual en Bjelovar es de aproximadamente 12 °C (54 °F).

## División administrativa
En el censo 2011 el total de población del municipio fue de 40276 habitantes, distribuidos en las siguientes localidades:
- Bjelovar
- Breza
- Brezovac
- Ciglena
- Galovac
- Gornje Plavnice
- Gornji Tomaš
- Gudovac
- Klokočevac
- Kokinac
- Kupinovac
- Letičani
- Mala Ciglena
- Malo Korenovo
- Novi Pavljani
- Novoseljani
- Obrovnica
- Patkovac
- Prespa
- Prgomelje
- Prokljuvani
- Puričani
- Rajić
- Stančići
- Stare Plavnice
- Stari Pavljani
- Tomaš
- Trojstveni Markovac
- Veliko Korenovo
- Zvijerci
- Ždralovi

## Demografía
| Gráfica de población de Bjelovar entre 1857-2011                    |
|                                                                     |
| Según los censos de población de la oficina estadística de Croacia. |

## Personaje ilustre
- Vojin Bakić, escultor yugoslavo.